# 1687
Évszázadok: 16. század – 17. század – 18. század
Évtizedek: 1630-as évek – 1640-es évek – 1650-es évek – 1660-as évek – 1670-es évek – 1680-as évek – 1690-es évek – 1700-as évek – 1710-es évek – 1720-as évek – 1730-as évek
Évek: 1682 – 1683 – 1684 – 1685 –  1686 – 1687 – 1688 – 1689 – 1690 – 1691 – 1692

## Események

### Határozott dátumú események

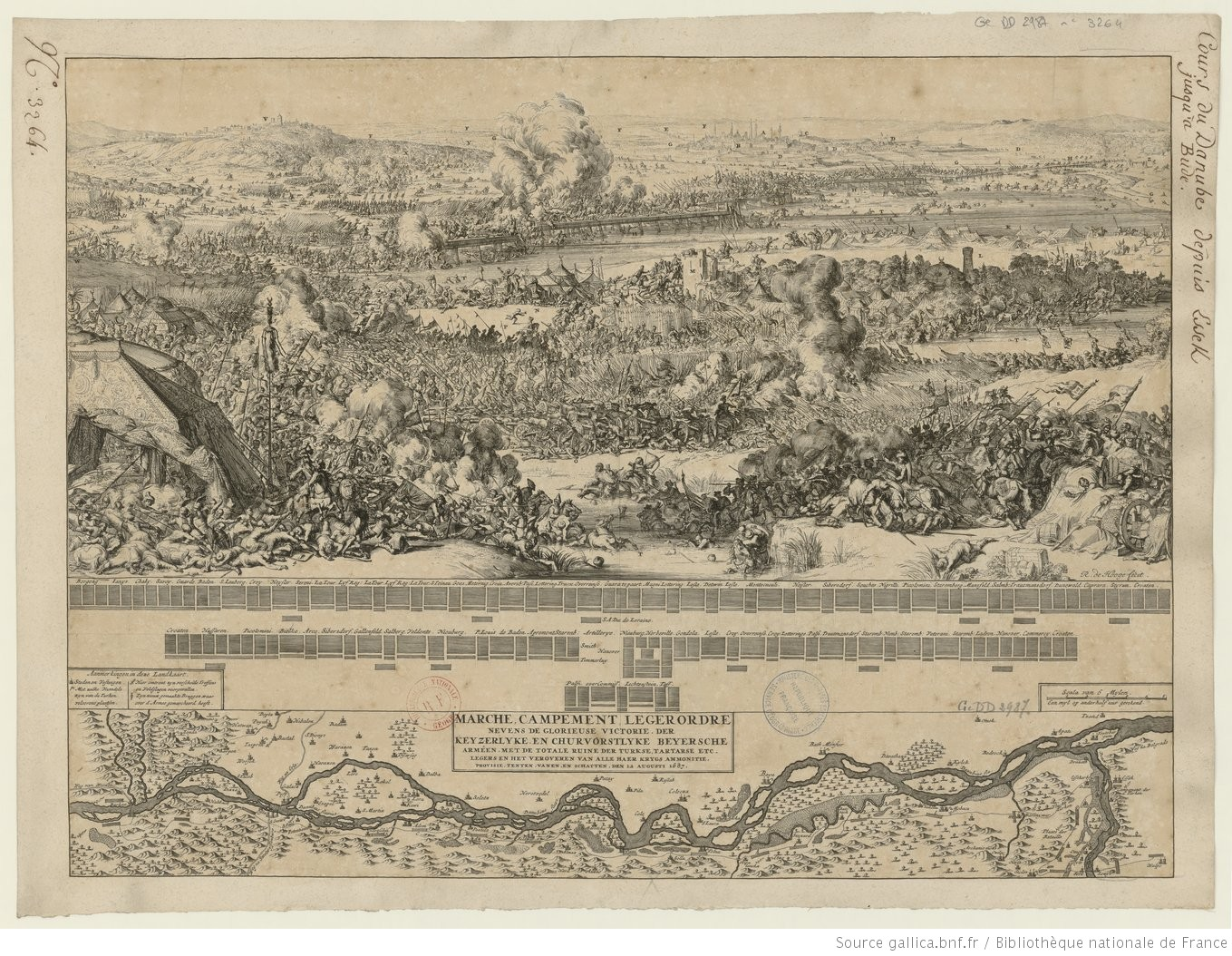
július 18. – A keresztény sereg Eszékhez ér

- március 3. – Megkezdi működését az eperjesi vésztörvényszék.[2]
- március 19. – Széchényi György esztergomi érsek megalapítja Academicum et Universitatis Collegium néven fővárosunk török kor utáni legrégebbi középiskoláját, a mai Budapesti Egyetemi Katolikus Gimnázium és a Budai II. Rákóczi Ferenc Gimnázium jogelődjét.[3]
- július 15. – Lotaringiai Károly 40 ezer és Miksa Emánuel bajor választófejedelem 20 ezer főt számláló serege egyesül Siklós térségében.[4]
- július 18. – A keresztény sereg Eszékhez ér. (A törökök gyors és sikeres ostromot ellehetetlenítő többlépcsős sáncrendszert alakított ki, ezért Lotaringiai Károly, hogy kicsalják a török erőket, elvonult seregével Eszék alól. Szulejmán nagyvezír tévesen értelmezte a keresztény sereg hadmozdulatait, és utánuk eredt.)[4]
- augusztus 12. – Lotaringiai Károly vereséget mér Szari Szulejmán pasára az Oszmán Birodalom nagyvezírének csapataira Nagyharsány mellett (nagyharsányi csata).[4]
- szeptember 17. – II. Apafi Mihályt Gyulafehérváron beiktatják a fejedelmi méltóságba.[5]
- október 27. – A balázsfalvi paktum aláírása.[6]
- november 7. – A pozsonyi országgyűlés alsótáblája (10-én a felsőtáblája is) elfogadja a Habsburg-ház fiági örökösödésének törvényét és lemond az ellenállási jog-ról.
- november 10–október 31. – A pozsonyi országgyűlés felsőtáblája (7-én az alsótáblája) elfogadja a Habsburg-ház fiági örökösödésének törvényét és lemond az ellenállási jog-ról.
- december 9. – Kilencévesen megkoronázzák I. József királyt.[7]

### Határozatlan dátumú események
- az év folyamán –
  - Antonio Caraffa tábornok kegyetlenkedése Eperjesen.[6]
  - Szabad elvonulás fejében magyar kézre kerül Eger vára.[8]
  - XI. Ince pápa elítéli a spanyol Miguel de Molinos tanait, és hozzájárul, hogy eretnekségért bíróság elé állítsák.[9]
  - Megnyitja kapuit az Arany Sas Patika[10]

## Születések
- január 23. – Johann Balthasar Neumann, német barokk és rokokó építész († 1753)
- május 12. – Johann Heinrich Schulze német polihisztor († 1744)
- december 5. – Francesco Geminiani, olasz zeneszerző, hegedűművész és zeneíró († 1762)

## Halálozások
- április 25. – Kájoni János orgonaépítő, énekszerző és fordító is volt (* 1629)
- december 16. – William Petty angol közgazdász és filozófus (* 1623)